# Municipio de Jackson (condado de Callaway)
El municipio de Jackson (en inglés: Jackson Township) es un municipio ubicado en el condado de Callaway en el estado estadounidense de Misuri. En el año 2010 tenía una población de 2150 habitantes y una densidad poblacional de 12,82 personas por km².

## Geografía
El municipio de Jackson se encuentra ubicado en las coordenadas 39°0′24″N 91°50′38″O / 39.00667, -91.84389. Según la Oficina del Censo de los Estados Unidos, el municipio tiene una superficie total de 167.72 km², de la cual 166.55 km² corresponden a tierra firme y (0.7%) 1.17 km² es agua.

## Demografía
Según el censo de 2010, había 2150 personas residiendo en el municipio de Jackson. La densidad de población era de 12,82 hab./km². De los 2150 habitantes, el municipio de Jackson estaba compuesto por el 95.35% blancos, el 2.37% eran afroamericanos, el 0.7% eran amerindios, el 0.33% eran asiáticos, el 0.05% eran isleños del Pacífico, el 0.14% eran de otras razas y el 1.07% pertenecían a dos o más razas. Del total de la población el 0.7% eran hispanos o latinos de cualquier raza.